# The Heartland Café Tour 1984
The Heartland Café Tour 1984 var under perioden 16 mars-22 april 1984 den svenska popgruppen Gyllene Tiders fjärde turné.

## Turnéplan
| Datum    | Arena                              | Ort           | Publik                               |
| -------- | ---------------------------------- | ------------- | ------------------------------------ |
| 16 mars  | Folkets park                       | Köping        |                                      |
| 17 mars  | Cupolen, Avestaparken              | Avesta        |                                      |
| 23 mars  | Parken                             | Lidköping     |                                      |
| 24 mars  | Nittorpshallen                     | Limmared      |                                      |
| 28 mars  | Folkets hus                        | Hunnebostrand |                                      |
| 29 mars  | Nolaskolans aula                   | Örnsköldsvik  |                                      |
| 30 mars  | Kalix sporthall                    | Kalix         |                                      |
| 31 mars  | Sporthallen, Medborgarhuset        | Lycksele      |                                      |
| 4 april  | Västerås Idrottshall               | Västerås      | Konserten avbruten                   |
| 5 april  | Alströmerteatern                   | Alingsås      | Konserten flyttad från Nolhagahallen |
| 6 april  | Night Life, Nya Kullaberg          | Överlida      |                                      |
| 7 april  | Folkets hus                        | Rottneros     |                                      |
| 12 april | Stora salen, Akademiska föreningen | Lund          |                                      |
| 13 april | Balders hage                       | Häradsbäck    |                                      |
| 14 april | Wa-Waco                            | Halmstad      |                                      |
| 18 april | Drabanten                          | Mjölby        |                                      |
| 19 april | Gisleparken                        | Gislaved      |                                      |
| 20 april | Kulturbolaget                      | Malmö         |                                      |
| 21 april | Bellevueparken                     | Karlshamn     |                                      |
| 22 april | Folkets hus, Blomstermåla          | Blomstermåla  |                                      |

## Medverkande
- Per Gessle - sång
- Micke "Syd" Andersson - trummor
- Göran Fritzon - synthesizer
- Anders Herrlin - bas
- Mats MP Persson - gitarr
- Marie Fredriksson - körsång
- Janne Bark - elgitarrer
- Ulrica Uhlin - körsång